# El extra
El extra és una pel·lícula de comèdia i drama mexicana de 1962 dirigida per Miguel M. Delgado i protagonitzada per Cantinflas i Alma Delia Fuentes. Aquesta va ser l'última pel·lícula de Cantinflas la direcció artística de la qual va ser realitzada pel seu antic escenògraf Gunther Gerzso. Està doblada al català.

## Argument
Rogaciano és el modest treballador d'un estudi de cinema, que exerceix diversos papers com a extra en les pel·lícules filmades allí. Un dia coneix una jove que vol convertir-se en actriu.

## Repartiment
- Cantinflas com Rogaciano
- Alma Delia Fuentes com Rosa Hernández ("Rosita")
- Carmen Molina com Margarita Gautier
- Magda Donato com Olimpia
- Alejandro Ciangherotti com director de l'escena azteca
- Luis Manuel Pelayo com director de l'escena vaquera
- Eric del Castillo com Armando Duval
- Guillermo Rivas com actor a l'escena de la Revolució francesa.
- Antonio Raxel com director de l'escena de La dama de las camèlies.

## Anàlisi
El professor Jeffrey M. Pilcher, en Cantinflas and the Chaos of Mexican Modernity, va argumentar que en la pel·lícula, Cantinflas «va continuar perpetuant» un tema de les seves pel·lícules anteriors de «ajudar belles dones joves a viure contes de fades», i que durant la seqüència en la qual el seu personatge somia que protagonitza una pel·lícula sobre la Revolució francesa, Cantinflas «va predicar una visió conservadora de la història nacional» en inserir « referències a Pancho Villa i la Revolució mexicana dins d'un discurs monàrquic en defensa de Maria Antonieta i el respecte a una societat tradicional i jeràrquica».